# Noasàurids
Els noasàurids (Noasauridae) constitueixen un grup de dinosaures teròpodes que visqueren al període Cretaci. Generalment eren petits. Estaven estretament emparentats i s'assemblaven als abelisàurids.
Els noasàurids es defineixen com a tots els teròpodes més propers al noasaure que al carnotaure.